# Apollo-Sojoez-testproject

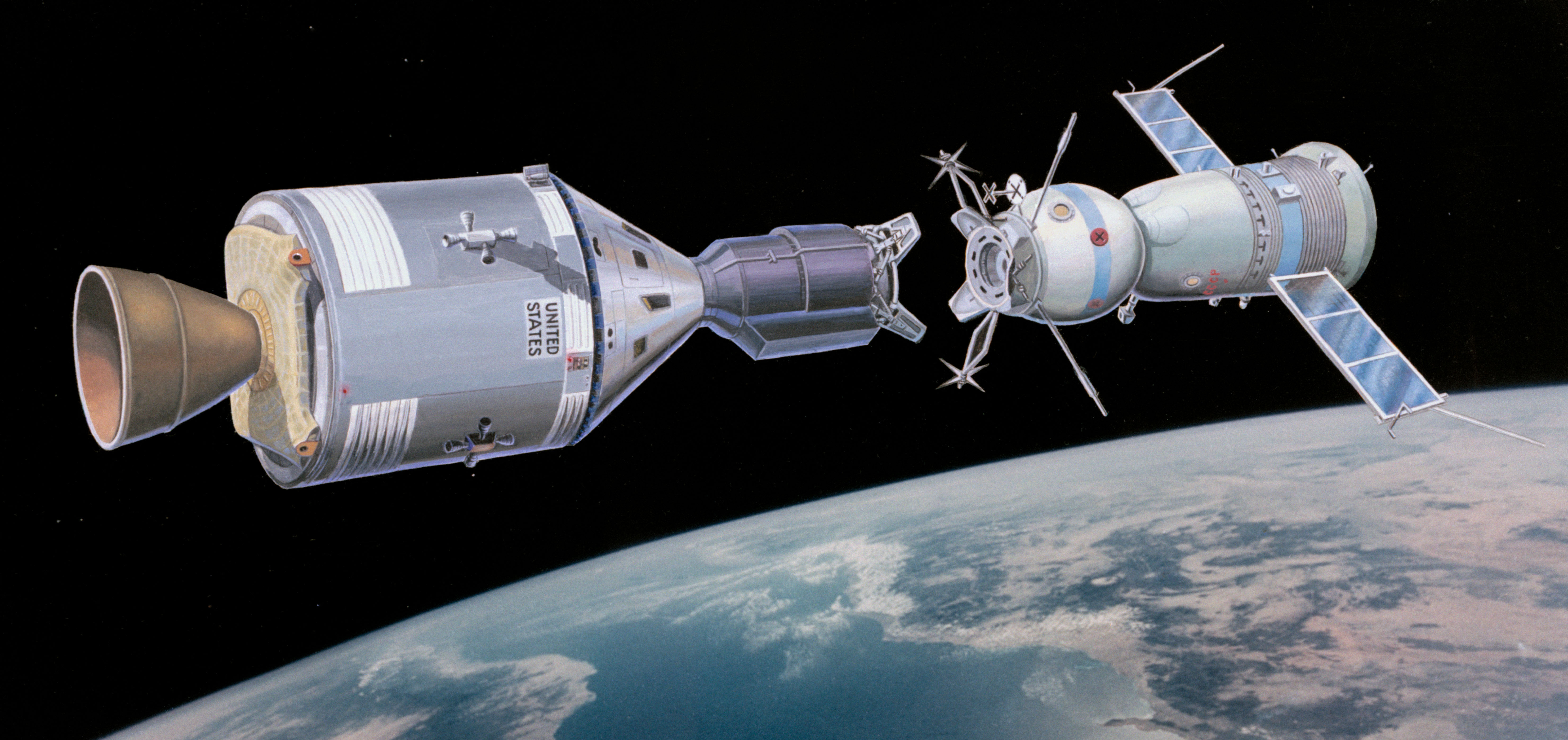
Voorstelling van de aankoppeling van de Apollo en de Sojoez.

Het Apollo-Sojoez-testproject (Engels: Apollo-Soyuz Test Project, ASTP, Russisch: Экспериментальный полёт «Союз» — «Аполлон»; Eksperimentalnij poljot Sojoez-Apollon) was de eerste bemande ruimtevlucht die gezamenlijk door twee naties werd uitgevoerd. Het doel was de verenigbaarheid van ruimtevaartuigen uit de Verenigde Staten en de Sovjet-Unie te testen en een manier te vinden voor toekomstige gezamenlijke bemande vluchten. Verschillende technische problemen werden door beide supermachten in onderling overleg opgelost.
De missie begon met de lancering van Sojoez 19 op 15 juli 1975, gevolgd door de lancering van de Apollo zeven uur later (deze Apollo had geen vluchtnummer). De eerste koppeling vond plaats op 17 juli om 16.19 uur UTC. Na de ontkoppeling bleef de Sojoez nog twee dagen in de ruimte alvorens te landen. De Apollo bleef in de ruimte om nog eens drie dagen later nabij Hawaï in de Grote Oceaan neer te komen.
Het Apollo-Sojoez-testproject was uit publicitair oogpunt een overweldigend succes. Het was niet alleen succesvol als ruimtevaartproject, maar ook voor het wederzijdse vertrouwen tussen de twee grootmachten.

## Samenwerking tijdens beginjaren
In juni 1962, dus nog geen vijf jaar nadat Spoetnik 1 de spits afbeet, tekenden de Russische Academie van Wetenschappen uit de Sovjet-Unie en NASA uit de Verenigde Staten de eerste samenwerkingsovereenkomst om ruimtevaartkennis uit te wisselen. Door de Koude Oorlog bleef het daarna meestal bij woorden en gingen beide supermachten liever hun eigen gang. In de jaren zeventig veranderde dat, hetgeen uitmondde in deze gezamenlijke missie.

## Bezwaar tegen uitwisseling technische kennis
Niet iedereen in de VS was overtuigd van de voordelen van deze missie. Velen waren de mening toegedaan, dat men de opgebouwde technologische voorsprong gratis aan de Sovjets gaf. Dit klopt gedeeltelijk, maar aan de andere kant moesten de Sovjets Amerikanen toegang tot hun lanceercomplexen verlenen, met name tot het Kosmodroom Bajkonoer. De Sovjet-Unie was hier tijdens de voorafgaande decennia niet happig op geweest. De voorbereidingen en uitwisselingen voor deze missie boden beide supermachten gelegenheid het wantrouwen naar elkaar gedeeltelijk weg te nemen.
De politieke betekenis van deze vlucht overtrof de wetenschappelijke: men ruimde meer tijd in voor het uitwisselen van souvenirs dan voor wetenschappelijke doelen. De hele missie ging dan ook gepaard met een enorme publiciteit.

## Technische problemen tijdens ontwerpfase
Nadat Russische en Amerikaanse experts van gedachten wisselden, bleek dat er flink wat technische problemen een koppeling in de weg stonden.

### Gebruikt rendez-voussysteem en koppelingstechniek
De boordapparatuur die Russen en Amerikanen gebruikten om een ander ruimtevaartuig te naderen en aan te koppelen, verschilden hemelsbreed van elkaar. Gebruikte frequenties, verzamelde gegevens en opgemeten waarden waren niet uitwisselbaar. Zo mat de Sojoez-uitrusting niet slechts de onderlinge afstand tussen vaartuigen, maar tevens de massa-middenlijn. Bovendien kon het systeem beide vaartuigen blijven volgen, signalen geven om onder de juiste hoek aan te koppelen en beschikte de Sojoez over zowel een automatisch als een handbediend koppelsysteem. De Apollo daarentegen beschikte slechts over een basaal systeem voor het uitlijnen; de andere noodzakelijke metingen verrichtte de bemanning visueel. Op dit punt liep NASA ver achter, maar wegens de strakke planning viel de keus op het Amerikaanse systeem. De Sojoez bleef tijdens de koppeling passief en zond een transpondersignaal uit, waarop de Apollo actief het doelwit opzocht. Dit had een praktische reden: de Sojoez draaide slechts rond de Aarde, de Apollo was berekend op een maanreis en had daarom veel meer manoeuvreerbrandstof aan boord.
De kleur van het Russische vaartuig voldeed evenmin aan de optische eisen van het Apollo-systeem. De Amerikanen wensten een witte capsule, de Sovjets wierpen tegen dat zowel de gewijzigde lichtreflectie als absorptie-eigenschappen de cabinetemperatuur onaanvaardbaar zouden beïnvloeden. Als werkbaar compromis kreeg de Sojoez zowel een groene als witte kleur. Een proefmodel hiervan werd zowel in de Verenigde Staten als de Sovjet-Unie uitgetest en in orde bevonden. Verder kreeg de Sojoez baken- en oriëntatielichten en twee koppelrichtpunten.

### Koppelingskraag

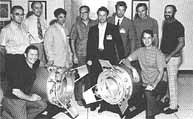
Een Amerikaans 2:5 schaalmodel van het koppelingsmechanisme, geflankeerd door Russische en Amerikaanse technici, in juli 1971

De technische koppelingssystemen (bijvoorbeeld geleiders en schokbrekers), hoewel gebaseerd op dezelfde principes, sloten letterlijk en figuurlijk niet op elkaar aan. De gezamenlijke werkgroepen ontwierpen hier een oplossing voor. Om tijdrovende en uiterst kostbare certificatieproeven van de Apollo te voorkomen, koos NASA voor een apart koppelstuk zodat het moederschip geen technische wijzigingen onderging. Na uitgebreide proeven op de grond vertrokken op 2 december 1974 de kosmonauten Anatoli Filiptsjenko en Nikolaj Roekavisjnikov aan boord van de Sojoez 16 voor een generale repetitie. Deze was uitgerust met een speciale ring, die het Amerikaanse koppelstuk imiteerde. De proefvlucht slaagde.

### Communicatie
Beide landen gebruikten tijdens deze vlucht gestandaardiseerde radiofrequenties. Beide capsules werden voorzien van extra radioapparatuur en tijdens de periode van aankoppeling communiceerden de ruimtevaartuigen door middel van draadverbindingen.

### Drukverschil
Het koppelstuk had een sluis, omdat de gebruikte atmosferen in de cabines gevaarlijk van elkaar afweken. Zo gebruikten de Amerikanen zuivere zuurstof bij een druk van 0,35 kg/cm² (een derde van de normale luchtdruk); de Russen daarentegen gebruikten een zuurstof/stikstofmengsel bij een druk van 1 kg/cm² (tijdens het bouwen van de Sojoez ontwierp men een systeem, dat in luchtdruk varieerde tussen 490 en 520 mm kwikdruk, het zuurstofpercentage lag tussen 19 en 32 procent, dat van stikstof tussen 66 en 78 procent). Een abrupte overgang kon voor de Russische kosmonauten fataal aflopen wegens de beruchte caissonziekte. Om tevens té lange decompressietijden in de luchtsluis van het koppelstuk te voorkomen, verlaagden de Russen de druk in hun Sojoez gedurende de koppeling met een derde, tot 0,7 kg/cm². Dit resulteerde in een eenvoudiger en goedkoper koppelstuk.

### Lanceervensters
De Russen wilden dat de Sojoez minstens acht minuten voor het inschakelen van de retroraket (voor terugkeer naar de Aarde) over de zonverlichte zijde van de Aarde vloog, zodat hun bemanning indien noodzakelijk het oriëntatiesysteem op handbediening kon gebruiken. De Amerikanen wensten daglicht in hun landingsgebied. Bij het uiteindelijke compromis deden beide partijen wat water bij de wijn.

## Vluchtverloop

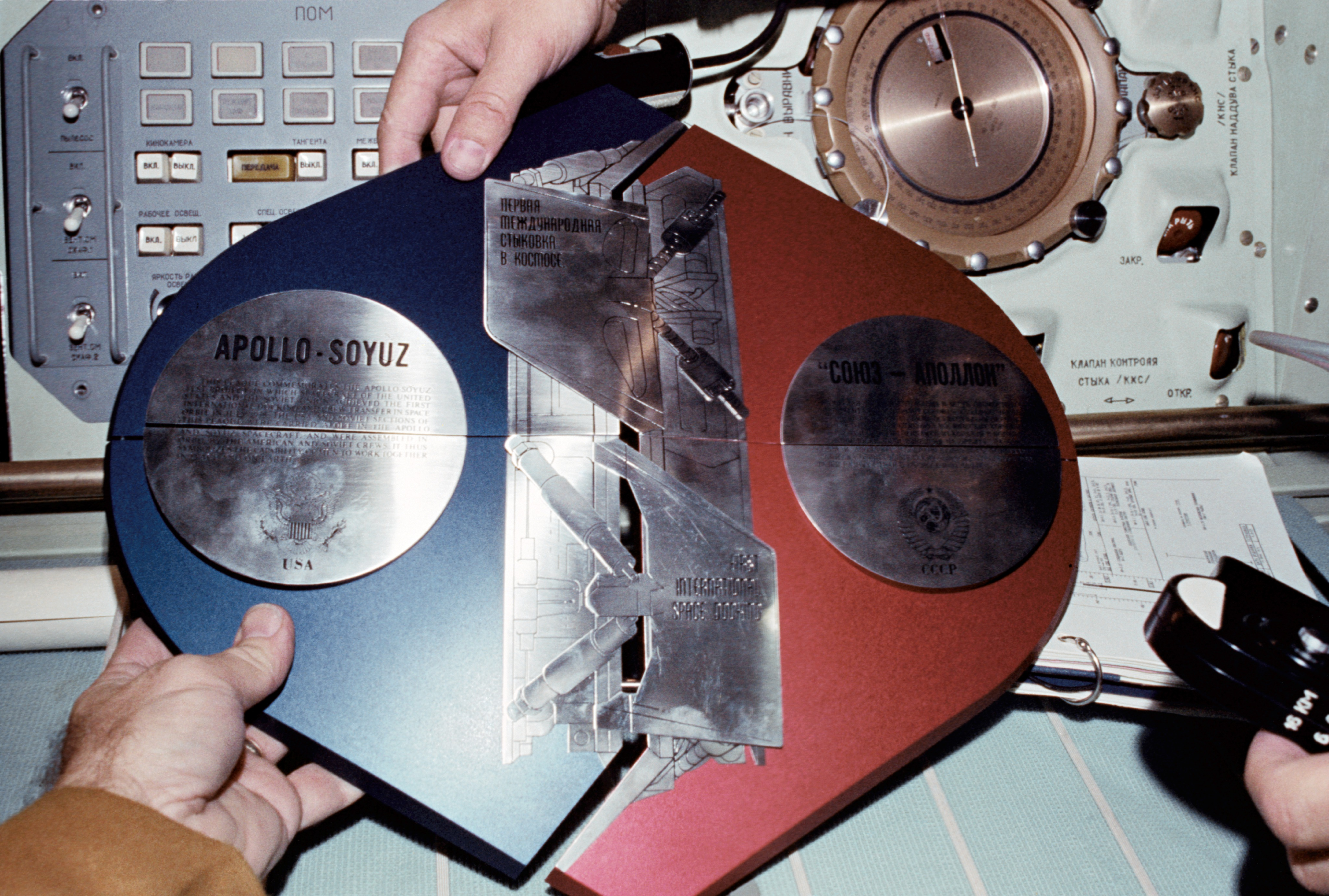
De gemonteerde plaquette

### Sovjet-Unie bijt spits af
De Russen beten de spits af. Met een afwijking van slechts vijf milliseconden verliet op 15 juli 1975 om 12.20 uur UTC Sojoez 19 zijn lanceerplatform op Tjoeratam te Bajkonoer. De kosmonauten die de Sovjet-Unie op deze historische vlucht vertegenwoordigden waren Valeri Koebasov (die het eerste lasexperiment in de ruimte uitvoerde in Sojoez 6) en Aleksej Leonov. Laatstgenoemde was niet alleen commandant, maar tevens de eerste persoon ooit die, tijdens Voschod 2, een ruimtewandeling maakte. De Sojoez 16-bemanning, die de gemodificeerde boordsystemen voor ASTP uittestte, zat in een andere Sojoez startklaar als reserve.
Normaliter verzorgde de Russische staatstelevisie geen rechtstreekse uitzendingen, maar op deze dag waren 100 miljoen kijkers in de Sovjet-Unie getuige van deze gedenkwaardige lancering. De Sojoez steeg op en verdween in noordoostelijke richting, nagestaard door onder meer W. Shapley (assistent-onderdirecteur bij NASA) en Walter Stoessel (ambassadeur van de VS in Moskou).
Na exact 530 seconden ontkoppelde de laatste trap en bereikte Sojoez 19 zijn omloopbaan. Het hoogste punt van de baan bevond zich op 231 km, het laagste op 218 km bij een omlooptijd van 88,92 minuten. De inclinatie bedroeg 51,76° bij een excentriciteit van 0,00098. Commandant Leonov toonde zich een uitmuntend piloot. Na koerscorrecties tijdens de vierde en zeventiende baan vertoonde de baan van zijn capsule slechts een afwijking van 250 meter, waar de afspraak met NASA 1500 meter toestond. Sojoez 19 passeerde een bepaald punt met een marge van 7,5 seconde, terwijl het vluchtplan 90 seconden toeliet.

### Amerikanen volgen
Zo'n 7½ uur later werd vanaf platform 39 de Apollo-capsule gelanceerd met een draagraket van het type Saturnus IB. Aan boord bevonden zich commandant Thomas Stafford, Donald Slayton en Vance Brand. Onder de vele genodigden bevonden zich prinses Beatrix en prins Claus. De omloopbaan van de Apollo, met een apogeum van 167 km en een perigeum van 149 km, had een inclinatie van 51,8°. Een uur later trok de bemanning het koppelstuk uit de draagraket en zwenkte uit om een mogelijke botsing met de raket te voorkomen. Daarna voerde ze verscheidene baanmanoeuvres uit om in de juiste baan te geraken. Aanvankelijk vertoonde het steel/trechtermechanisme van de tunnel die naar de koppelmodule leidde storingen, maar die loste de bemanning snel op. Tijdens een maanvlucht had dit probleem zich namelijk al eerder voorgedaan. Naast een gasbel in een brandstofleiding en "moeilijkheden met de bediening van het urine-afvoersysteem" bevond zich tevens een verstekeling aan boord: een vertegenwoordiger van Nematocera.

### Koppeling

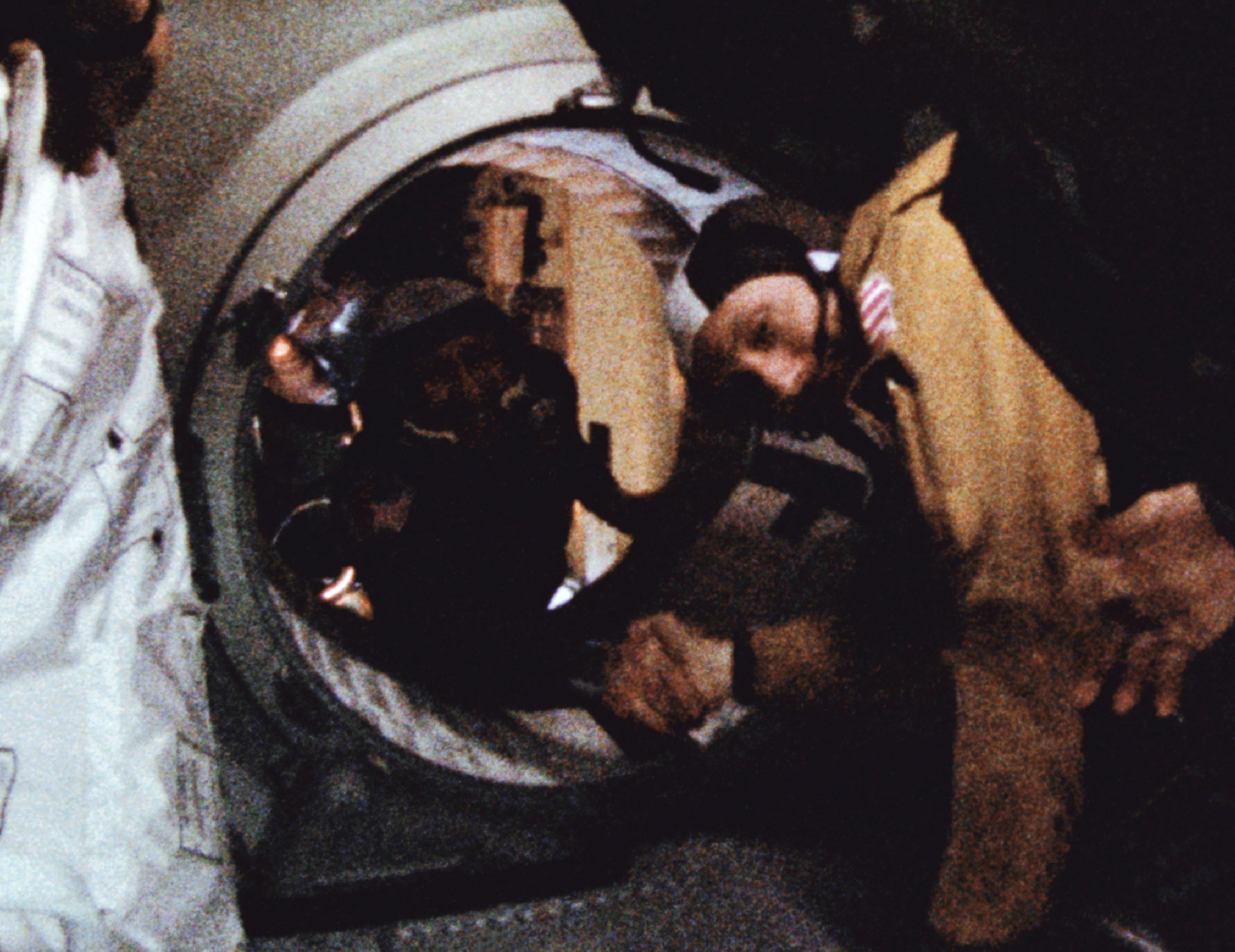
De historische handdruk van Stafford en Leonov

De historische koppeling tussen een Russische en Amerikaanse capsule geschiedde 51 uur en 49 minuten na lancering van de Sojoez en verliep geslaagd. De missie liep hiermee enige minuten voor op schema. Het hoogtepunt vormde uiteraard het handenschudden en elkaar omhelzen door Stafford en Leonov. Na een ruimtewedloop van bijna twintig jaar sloten de Verenigde Staten en de Sovjet-Unie op 225 km hoogte vrede. Ook beide staatshoofden lieten zich niet onbetuigd. De Amerikaanse president Ford sprak met beide bemanningen en partijsecretaris Brezjnev van de Sovjet-Unie stuurde eveneens zijn gelukwensen. De nationale vlaggen werden uitgewisseld en bovendien overhandigde Leonov aan Stafford de vlag van de Verenigde Naties. Tevens zetten Leonov en Stafford een gecombineerde plaquette in elkaar.
In totaal ontmoetten de Russen en Amerikanen elkaar vier keer. Door de training spraken zij elkaars taal redelijk vloeiend en ze beantwoordden gezamenlijk vragen van de pers voor de televisie, deden gymnastiek, en demonstreerden wetenschappelijke experimenten. Overigens nam men geen onnodige risico's: tijdens iedere ontmoeting bleef minstens één Rus of Amerikaan aan boord van het eigen vaartuig. Tijdens de tweede koppeling fungeerde de Sojoez 19 als een actief schip, dat de passieve Apollo opzocht. De Amerikanen nuttigden een Russische maaltijd en de Russen een Amerikaanse.
Overigens had Leonov een reputatie als grappenmaker, die zijn collega's geregeld in de maling nam. Tijdens deze vlucht bevestigde hij die reputatie. De bemanningen aten en dronken uit grote tubes. Leonov haalde doodleuk een tube tevoorschijn van een welbekend merk wodka, uiteraard in beide landen zeer streng verboden tijdens ruimtevluchten. Toen de belangstellende Amerikanen hier een slokje van namen, kwamen ze van een koude kermis thuis; de tube bleek slechts borsjtsj te bevatten.

### Overstaptijden

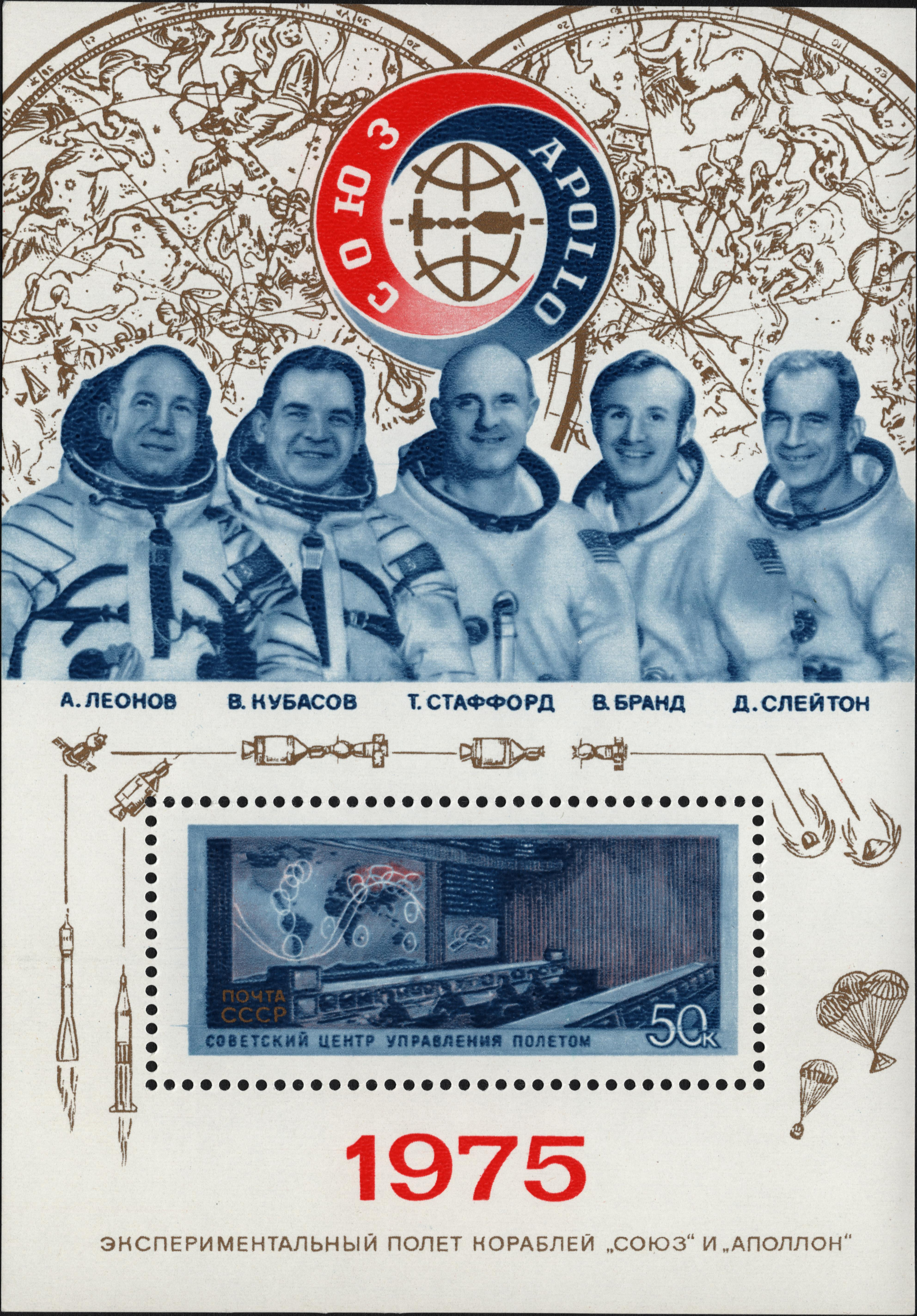
Russische souvenir-postzegel, met (van links naar rechts) Leonov, Koebasov, Stafford, Brand en Slayton

Beide vaartuigen bleven in totaal 46 uur en 46 minuten aan elkaar gekoppeld. Leonov bracht 5 uur en 43 minuten door in de Apollo, Koebasov 4 uur en 59 minuten. Van de Amerikanen vertoefde Stafford 7 uur en 10 minuten in de Sojoez, Brand 6 uur en 30 minuten en Slayton 1 uur en 35 minuten.
Gedurende de tijd dat beide vaartuigen ontkoppeld vlogen, verrichtten de Russische kosmonauten onderzoek naar microbengroei, embryo-ontwikkeling van vissen, genetica en astrofysica. De Amerikanen hielden zich bezig met proeven betreffende astrofysica, biomedisch en technologisch onderzoek en studie van de Aarde en de dampkring.

### Gezamenlijke experimenten
Tijdens deze vlucht voerden de bemanningen in totaal 32 wetenschappelijke experimenten uit, waarvan vijf gezamenlijk:
- Na de eerste ontkoppeling creëerde de Apollo een kunstmatige zonsverduistering door voor de zon te gaan hangen. De Sojoezbemanning fotografeerde vervolgens de corona.
- Verder vond een biologische proef met schimmels plaats, omschreven als Zonevormende schimmels-Bioritme. Biologen wilden weten welke invloed de omstandigheden in de ruimte hadden op het ritme van cellulaire activiteit in een levend organisme. De gebruikte schimmel was Actinomyces Levoris Kras.
- Onderzoek van gevolgen van ruimtevluchten op het menselijk immuunsysteem. Hiertoe onderzochten microbiologen monsters van zowel capsules als bemanningen. De huid werd zowel voor, tijdens als na de vlucht afgeveegd en onderzocht; doordat de bemanningen uit onderling zeer verschillende geografische streken stamden, waren de begincondities van zo'n proef ideaal.
- Een proef met betrekking tot ultravioletabsorptie, om concentraties van atomische stikstof en zuurstof in de bovenste atmosfeerlagen te meten. Dit experiment (uitgevoerd na de laatste ontkoppeling) stelde in eerste instantie teleur. Echter na onderling overleg en advies van de vluchtleiding leverde dit alsnog resultaat op. De Apollo zond lichtflitsen naar de Sojoez, die deze via een reflector weerkaatste naar de Apollo. Vervolgens deed een absorptiespectrometer metingen.
- Elektrische oven, gebruikt voor studie naar vermenging, warmtegeleiding en kristallisatie. Dit om te kijken of deze aanknopingspunten voor praktische toepassingen in de ruimte boden. Na deze vlucht ging de Sovjet-Unie aan boord van hun Saljoet-ruimtestations door met deze proeven.

## Landingen

### Russische landing
Na een vlucht van zes dagen keerde Sojoez 19 na 97 omwentelingen op 21 juli terug op Aarde. De landing werd gefilmd door een groot aantal helikopters. Zodoende zagen miljoenen kijkers voor de verandering eens een landing op het land.

### Amerikaanse landing
De Apollo volgde hem 3½ dag later en landde na 138 omwentelingen op 24 juli. Tijdens de afdaling ontdekte de bemanning op 6900 meter hoogte vrijgekomen distikstoftetraoxide. Bij het opzetten van gasmaskers bleek Brand al bewusteloos te zijn geraakt, waarop Slayton en Stafford ogenblikkelijk eerste hulp verleenden. Binnen een minuut kwam Brand weer bij, maar dit had zeer slecht af kunnen lopen.

## Reünie
Ter gelegenheid van het veertigjarig jubileum van deze gedenkwaardige vlucht ontmoetten beide voormalig commandanten elkaar tijdens een reünie. Deze vond plaats in het Kosmonautenmuseum te Moskou, waarbij ze de aanwezige toeschouwers anekdotes vertelden die gedurende hun gezamenlijke missie voorvielen.
1 ·
2 ·
3 ·
4 ·
5 ·
6 ·
7 ·
8 ·
9 ·
10 ·
11 ·
12 ·
13 ·
14 ·
15 ·
16 ·
17 ·
18A ·
18 ·
19 ·
20 ·
21 ·
22 ·
23 ·
24 ·
25 ·
26 ·
27 ·
28 ·
29 ·
30 ·
31 ·
32 ·
33 ·
34 · 
35 ·
36 ·
37 ·
38 ·
39 ·
40

T-1 ·  
T-2 ·
T-3 ·
T-4 ·
T-5 · 
T-6 ·
T-7 · 
T-8 ·
T-9 · 
T-10-1 ·
T-10 · 
T-11 ·
T-12 · 
T-13 ·
T-14 · 
T-15